# Moment of Glory
Moment of Glory és el 17è àlbum d'estudi del grup de Heavy Metal alemany Scorpions, publicat el 2000, amb l'Orquestra Filharmònica de Berlín. Tots els títols són arranjaments per Christian Kolonovits.

La cançó Moment of Glory va ser la cançó oficial de l'EXPO 2000 a Hannover, Alemanya.

## En directe
El programa de concert de Moment of Glory es va presentar per primera vegada a Hannover, en l'EXPO el 2000. El director de l'orquestra del qual va ser Christian Kolonovits. El 2001, aquest show de rock simfònic va tenir lloc en una gira de set ciutats de Rússia als països Bàltics. Christian Kolonovits i Scott Lawton alternaven de directors d'orquestra.

## Llista de cançons
1. "Hurricane 2000" – 6:04
2. "Moment of Glory" – 5:08
3. "Send Me an Angel" – 6:19
4. "Wind of Change" – 7:36
5. "Crossfire" (Instrumental) – 6:47
6. "Deadly Sting Suite" (Instrumental) – 7:22
7. "Here in My Heart" – 4:20
8. "Still Loving You" – 7:28
9. "Big City Nights" – 4:37
10. "Lady Starlight" – 5:32
11. "Hurricane 2000" (edició de ràdio) (cançó extra)

## Formació
- Klaus Meine: Cantant
- Rudolf Schenker: Guitarra
- Matthias Jabs: Guitarra
- James Kottak: bateria
- Ken Taylor: Baix

Músics convidats
- Zucchero - Cantant (Send Me an Angel)
- Ray Wilson (de Genesis i Stiltskin) - Cantant (Big City Nights)
- Lyn Liechty - Cantant (Here in My Heart)